# Kaňk
Kaňk är en kulle i Tjeckien.   Den ligger i regionen Mellersta Böhmen, i den centrala delen av landet, 60 km öster om huvudstaden Prag. Toppen på Kaňk är 353 meter över havet, eller 68 meter över den omgivande terrängen. Bredden vid basen är 2,0 km.
Terrängen runt Kaňk är huvudsakligen lite kuperad. Runt Kaňk är det ganska tätbefolkat, med 134 invånare per kvadratkilometer. Närmaste större samhälle är Kutná Hora, 2,7 km söder om Kaňk. Trakten runt Kaňk består till största delen av jordbruksmark.